# The Old Barn Dance
The Old Barn Dance è un film del 1938 diretto da Joseph Kane. e interpretato da Gene Autry, Smiley Burnette, Joan Valerie e scritto da Bernard McConville e Charles F. Royal. 
È un musical western statunitense con Gene Autry, Smiley Burnette e Roy Rogers.

## Trama
Un commerciante di cavalli di nome Gene Autry (Gene Autry) arriva a Grainville con i suoi cavalli e il suo vestito pronto a organizzare una danza nella stalla per attirare potenziali acquirenti di cavalli a un'asta. L'attività del commercio di cavalli è stata recentemente influenzata dal crescente utilizzo di trattori per sostituire i cavalli nei lavori agricoli. La proprietaria della stazione radio Sally Dawson (Joan Valerie) si avvicina a Gene e gli offre un contratto per cantare in un programma sponsorizzato da Thornton Farming Equipment, il principale produttore di trattori della zona. Non convinto che i trattori possano mai sostituire i cavalli, Gene rifiuta la sua offerta, ma è comunque attratto da lei e la invita al suo ballo nella stalla quella notte. Nelle prossime settimane, Sally trasmette le danze nella stalla di Gene tramite collegamenti di telecomando, presentandole come promozioni per l'azienda di trattori. Gli agricoltori della zona, credendo che Gene sostenga l'uso dei trattori, iniziano ad acquistarli utilizzando i prestiti di una società finanziaria. Con l'avvicinarsi del momento del raccolto, tuttavia, molti agricoltori non sono in grado di effettuare i pagamenti in tempo e la società finanziaria, cospirando con Thornton, minaccia di riprendere possesso dei trattori a meno che gli agricoltori non cedano una percentuale dei profitti del raccolto. Agli agricoltori viene data meno di una settimana per decidere. Credendo che Gene sia coinvolto nel piano della società finanziaria, i contadini lo affrontano a un ballo nella stalla e scoppia una grande rissa. In seguito, quando Gene apprende la verità da Sally su come è stato utilizzato per promuovere la vendita di trattori, promette agli agricoltori che fornirà cavalli a tutti loro per farli superare il raccolto. Nel frattempo, Thornton chiede a Sally di restituire il pagamento anticipato poiché Gene non si esibirà più nel programma radiofonico. Temendo per la salute di suo padre e senza altra opzione disponibile, Sally accetta di trasmettere le registrazioni dei balli nella stalla di Gene per continuare a promuovere l'azienda di trattori.
Quando Thornton scopre che Gene e i suoi uomini stanno radunando i cavalli per i contadini, ordina ai suoi scagnozzi di fuggire dalla mandria. Durante la fuga, un cowboy rimane gravemente ferito. Più tardi, quando i contadini sentono la voce di Gene alla stazione radio di Sally, sospettano che li abbia traditi, ma quando Gene arriva, si rendono tutti conto che stanno ascoltando una registrazione. Irritato dall'inganno, Gene si dirige alla stazione radio con il suo aiutante Frog Millhouse (Smiley Burnette) e distrugge i dischi, lasciando la stazione in rovina. Più tardi, alla fiera della contea, Gene arriva con i suoi cavalli, ma lo sceriffo li sequestra sulla base della richiesta di risarcimento danni di Thornton alla stazione radio. Mentre Frog usa un trattore per distruggere la piattaforma di Thornton, Sally e Johnny trasmettono il record incriminante di Thornton che discute della fuga precipitosa tramite il sistema di diffusione sonora. Quando Thornton ei suoi uomini arrivano alla stazione, Sally e Johnny se ne vanno, con Thornton alle calcagna. Gene insegue le auto a cavallo, spara a uno degli scagnozzi e cattura Thornton. Successivamente, Gene e Sally tornano insieme in città a cavallo.

## Produzione
Il film, diretto da Joseph Kane su una sceneggiatura di Bernard McConville e Charles F. Royal, fu prodotto da Sol C. Siegel (associate producer) per la Republic Pictures e girato nelle Alabama Hills, a Kernville e nel Red Rock Canyon State Park a Cantil, in California, dal 27 novembre 1937 al 9 dicembre 1937. Subito dopo la realizzazione del film, Autry incorse in una disputa contrattuale con la Republic. Ritornò a interpretare film della Republic però nella primavera dello stesso anno con Gold Mine in the Sky. Durante la sua assenza fu sostituito da Roy Rogers in altre produzioni.

## Colonna sonora
- She'll Be Comin' 'Round the Mountain When She Comes - cantata da The Stafford Sisters
- Ten Little Miles (1938) - scritta da Jack Lawrence e Peter Tinturin, cantata da Gene Autry, Smiley Burnette, Frankie Marvin e cowboys
- Old Nell - cantata da Smiley Burnette
- Rocky Mountain Rose - scritta da M.K. Jerome e William Tracey, cantata da Gene Autry
- Eating Wax - cantata da Walt Shrum e His Colorado Hillbillies
- At the Old Barn Dance (1938) - scritta da Jack Lawrence e Peter Tinturin, cantata da Gene Autry
- Roamin' Around the Range - musica e parole di Smiley Burnette, cantata da Gene Autry con Sammy McKim e Smiley Burnette
- The New Jassackaphone - cantata da Smiley Burnette
- The Tree in the Wood - cantata dai Maple City Four
- The Lady Wants to Dance - cantata da Gloria Rich
- Old Chisholm Trail (Come a Ti Yi Yippee Yippee Yay) - cantata da Gene Autry
- You're the Only Star in My Blue Heaven (1938) - musica e parole di Gene Autry

## Distribuzione
Il film fu distribuito negli Stati Uniti dal 29 gennaio 1938 al cinema dalla Republic Pictures.
Altre distribuzioni:
- in Argentina il 30 novembre 1938 (En el viejo corral)
- in Svezia il 12 ottobre 1940 (Karl för sin häst)